# اشلی میلر
اشلی میلر (انگلیسی: Ashley Miller؛ زادهٔ ۱۶ مارس ۱۹۷۱) فیلم‌نامه‌نویس، و تهیه‌کننده فیلم اهل ایالات متحده آمریکا است. وی از سال ۲۰۰۰ میلادی تاکنون مشغول فعالیت بوده‌است.
از فیلم‌ها یا مجموعه‌های تلویزیونی که وی در آن‌ها نقش داشته‌است می‌توان به مردان ایکس: کلاس اول اشاره نمود.

## فیلم‌شناسی
- دوتا: خون اژدها (۲۰۲۱) (نویسنده و تهیه‌کننده)
- پاور رنجرز (فیلم) (۲۰۱۷) (نویسنده)
- ثور (فیلم) (۲۰۱۱) (نویسنده)
- مردان ایکس: کلاس اول (۲۰۱۱) (نویسنده)
- فرینج (۲۰۰۸) (نویسنده و تهیه‌کننده)
- نابودگر: ماجراهای سارا کانر (۲۰۰۸–۲۰۰۹) (نویسنده و تهیه‌کننده)
- مأمور کودی بنکس (۲۰۰۳) (نویسنده)